# Červenokamenské bradlo
Červenokamenské bradlo je přírodní rezervace v katastrálním území obce Červený Kameň v okrese Ilava v Trenčínském kraji na Slovensku. Území bylo vyhlášeno roku 1969 s rozlohou 47,52 hektaru. Předmětem ochrany jsou geomorfologicky významná skalní bradla s významnými společenstvy rostlin a živočichů.